# 미분 형식
미분기하학에서 미분 형식(微分形式, 영어: differential form)은 매끄러운 다양체의 여접다발의 외승의 단면이다. 적분의 라이프니츠 표기법에 등장하는 {\displaystyle dx}, {\displaystyle dy} 따위를 엄밀하게 정의한 것으로, {\displaystyle p}차원의 다양체에서는 {\displaystyle p}-형식을 자연스럽게 적분할 수 있다.

## 정의
{\displaystyle n}차원 매끄러운 다양체 {\displaystyle M} 위의 공변접다발 {\displaystyle \mathrm {T} ^{*}M}은 {\displaystyle n}차원 벡터 다발이다. 여기에, 각 올에 대하여 외대수를 취하면 {\displaystyle 2^{n}}차원 벡터 다발
{\displaystyle \bigwedge \mathrm {T} ^{*}M}
을 얻는다. 그 단면을 {\displaystyle M} 위의 미분 형식이라고 한다. 미분 형식의 공간을 다음과 같이 표기하자.
{\displaystyle \Omega (M)=\Gamma \left(\bigwedge \mathrm {T} ^{*}M\right)}
외대수 연산에 따라, 이 다발은 자연스럽게 차수로 분해된다.
{\displaystyle \bigwedge \mathrm {T} ^{*}M=\bigoplus _{k=0}^{n}\bigwedge ^{k}\mathrm {T} ^{*}M}
{\displaystyle \Omega (M)=\bigoplus _{k=0}^{n}\Omega ^{n}(M)=\bigoplus \Gamma \left(\bigwedge ^{k}\mathrm {T} ^{*}M\right)}
{\displaystyle k}차 미분 형식은 {\displaystyle \Omega ^{k}(M)}의 매끄러운 단면이다.

### 지표 표기법
미분 형식은 추상적으로 나타낼 수 있지만, 구체적으로 지표를 가지고 나타낼 수도 있다. {\displaystyle n}차원 다양체에 국소적 좌표계 {\displaystyle \{x^{i}\}_{i=1,\dots ,n}}를 잡으면,
{\displaystyle \{dx^{i}\}_{i=1,\dots ,n}}
는 1차 미분 형식들의 기저를 이룬다. 따라서, 임의의 {\displaystyle k}차 미분 형식은 다음과 같이 성분으로 전개할 수 있다. (아인슈타인 표기법을 사용하자.)
{\displaystyle A={\frac {1}{k!}}A_{i_{1}\dots i_{k}}dx^{i_{1}}\wedge dx^{i_{2}}\wedge \cdots \wedge dx^{i_{k}}}
이에 따라서, 예를 들어 리만 계량 {\displaystyle g}에 의한 부피 형식은
{\displaystyle \omega ={\sqrt {\det(g_{ij})}}dx^{1}\wedge \cdots \wedge dx^{n}={\frac {1}{k!}}\epsilon _{i_{1}\dots i_{n}}{\sqrt {\det(g_{ij})}}dx^{1}\wedge \cdots \wedge dx^{n}}
이므로,
{\displaystyle \omega _{i_{1}\dots i_{n}}={\sqrt {\det(g_{ij})}}\epsilon _{i_{1}\dots i_{n}}}
이 된다.

### 무한 차원 다양체 위의 미분 형식
국소 볼록 공간 {\displaystyle E}가 주어졌을 때, 국소적으로 {\displaystyle E}와 위상 동형이며, 매끄러운 전이 함수를 갖는 국소 좌표계를 갖춘 하우스도르프 공간을 {\displaystyle E}-다양체라고 하자.
이 경우 마찬가지로 미분 형식의 개념을 정의할 수 있다. 이 경우, 위상 벡터 공간의 위상 쌍대 공간이 복잡하기 때문에, 접다발은 잘 정의되지만 일반적으로 공변접다발을 잘 정의하기 힘들며, 일반적으로 미분 형식을 어떤 매끄러운 벡터 다발의 매끄러운 단면으로 정의할 수 없다. 이 때문에, 미분 형식의 개념을 직접적으로 정의해야만 한다.
{\displaystyle E}-다양체 {\displaystyle M} 위의 {\displaystyle k}차 미분 형식은 다음과 같은 데이터로 구성된다.:Definition Ⅰ.4.1
- 각 {\displaystyle x\in M}에 대하여, 완전 반대칭 {\displaystyle k}-선형 변환 {\displaystyle \omega _{x}\colon \textstyle \bigwedge ^{k}\mathrm {T} _{x}M\to \mathbb {R} }

이는 다음 조건을 만족시켜야 한다.
열린집합 {\displaystyle U\subseteq M} 위의 국소 좌표 {\displaystyle \phi \colon U\to E}에 대하여, {\displaystyle \omega \circ U^{-1}\colon U\times \textstyle \bigwedge ^{k}E\to \mathbb {R} }는 매끄러운 함수이다.
이 경우 쐐기곱과 외미분이 잘 정의된다.

## 연산
미분 형식들의 집합 위에는 여러 자연스러운 연산들이 정의되는데, 쐐기곱과 내부곱, 외미분, 적분, 당김 등이 있다. 또한, 만약 다양체에 리만 계량을 추가한다면, 미분 형식의 내적과 호지 쌍대를 정의할 수 있다.

### 쐐기곱
미분 형식의 쐐기곱(영어: wedge product)은 각 위치마다 외대수로서의 쐐기곱이다. 이는 다음 성질들을 만족시킨다. 임의의 {\displaystyle \alpha \in \Omega ^{k}(M)}과 {\displaystyle \beta ,\beta '\in \Omega ^{l}(M)}, {\displaystyle f\in \Omega ^{0}(M)}에 대하여,
- {\displaystyle f\wedge \alpha =f\alpha }
- (분배법칙) {\displaystyle \alpha \wedge (\beta +\beta ')=\alpha \wedge \beta +\alpha \wedge \beta '}
- (반대칭성) {\displaystyle \alpha \wedge \beta =(-1)^{kl}\beta \wedge \alpha }

성분으로 적으면 다음과 같다.
{\displaystyle \left({\frac {1}{k!}}A_{i_{1}\dots i_{k}}dx^{i_{1}}\wedge \cdots \wedge dx^{i_{k}}\right)\wedge \left({\frac {1}{l!}}B_{j_{1}\dots j_{l}}dx^{j_{1}}\wedge \cdots \wedge dx^{j_{l}}\right)={\frac {1}{(k+l)!}}{\frac {1}{k!l!}}A_{[i_{1}\dots i_{k}}B_{j_{1}\dots j_{l}]}dx^{i_{1}}\wedge \cdots dx^{i_{k}}\wedge dx^{j_{1}}\wedge dx^{j_{l}}}
{\displaystyle (A\wedge B)_{i_{1}\dots i_{k}j_{1}\dots j_{l}}={\frac {1}{k!l!}}A_{[i_{1}\dots i_{k}}B_{j_{1}\dots j_{l}]}}
여기서 {\displaystyle [\dots ]}는 지표의 (규칙화하지 않은) 완전 반대칭화를 뜻한다. 예를 들어, 두 2차 형식 {\displaystyle A}, {\displaystyle B}의 쐐기곱은
{\displaystyle (A\wedge B)_{ijkl}=A_{ij}B_{kl}-A_{jk}B_{li}+A_{kl}B_{ij}-A_{li}B_{jk}-A_{ik}B_{jl}-A_{jl}B_{ik}}
이다.

### 외미분
미분 형식의 외미분(外微分, 영어: Exterior derivative)은
{\displaystyle d\colon \Omega ^{\bullet }(M)\to \Omega ^{\bullet +1}(M)}
은 다음 세 조건에 의하여 유일하게 정의된다.
- 외미분은 (상수 계수에 대한) 선형변환이다.
- 0차 형식(함수)에 대해, 외미분은 일반 기울기다. 즉, {\displaystyle f\in \Omega ^{0}(M)}에 대하여, {\displaystyle df=\sum _{i=1}^{n}(\partial f/\partial x^{i})dx^{i}}이다.
- 모든 0차 형식에 대해, {\displaystyle d^{2}f=0}이다.
- 임의의 {\displaystyle \alpha \in \Omega ^{k}(M)}, {\displaystyle \beta \in \Omega ^{\bullet }(M)}에 대하여 {\displaystyle d(\alpha \wedge \beta )=d\alpha \wedge \beta +(-1)^{k}\alpha \wedge d\beta }이다.

성분으로 쓰면, 구체적으로 다음과 같다. (아인슈타인 표기법을 사용하자.) 임의의 {\displaystyle k}차 미분 형식
{\displaystyle A={\frac {1}{k!}}A_{i_{1}\dots i_{k}}dx^{i_{1}}\wedge \cdots \wedge dx^{i_{k}}}
에 대하여,
{\displaystyle dA={\frac {1}{k!}}(\partial _{i_{0}}A_{i_{1}\dots i_{k}})dx^{i_{0}}\wedge dx^{i_{1}}\wedge \cdots \wedge dx^{i_{k}}={\frac {1}{(k+1)!k!}}(\partial _{[i_{0}}A_{i_{1}\dots i_{k}]})dx^{i_{0}}\wedge dx^{i_{1}}\wedge \cdots \wedge dx^{i_{k}}}
이다. 즉,
{\displaystyle (dA)_{i_{0}\dots i_{k}}={\frac {1}{k!}}\partial _{[i_{0}}A_{i_{1}\dots i_{k}]}=\partial _{i_{0}}A_{i_{1}\dots i_{k}}-\partial _{i_{1}}A_{i_{0}i_{2}\dots i_{k}}+\partial _{i_{2}}A_{i_{1}i_{0}i_{3}\dots i_{k}}+\cdots +(-1)^{p}\partial _{i_{p}}A_{i_{1}i_{2}\dots i_{p-1}i_{0}i_{p+1}\dots i_{k}}+\cdots +(-)^{k}\partial _{i_{k}}A_{i_{1}\dots i_{k-1}i_{0}}}
이다. 여기서 {\displaystyle [\cdots ]}는 (규격화하지 않은) 완전 반대칭화를 나타낸다. 예를 들어, 1차 형식의 경우
{\displaystyle A=A_{i}dx^{i}}
{\displaystyle dA={\frac {1}{2}}(\partial _{i}A_{j}-\partial _{j}A_{i})dx^{i}\wedge dx^{j}={\frac {1}{2}}(dA)_{ij}dx^{i}\wedge dx^{j}}
{\displaystyle (dA)_{ij}=\partial _{i}A_{j}-\partial _{j}A_{i}}
이고, 2차 형식의 경우
{\displaystyle A={\frac {1}{2}}A_{ij}dx^{i}\wedge dx^{j}}
{\displaystyle dA={\frac {1}{6}}(\partial _{i}A_{jk}+\partial _{j}A_{ki}+\partial _{k}A_{ij})dx^{i}\wedge dx^{j}\wedge dx^{k}={\frac {1}{6}}(dA)_{ijk}dx^{i}\wedge dx^{j}\wedge dx^{k}}
{\displaystyle (dA)_{ijk}=\partial _{i}A_{jk}+\partial _{j}A_{ki}+\partial _{k}A_{ij}}
이다.

### 적분
{\displaystyle n}차원 매끄러운 다양체 {\displaystyle M} 위에 방향 및 {\displaystyle n}차 미분 형식 {\displaystyle \alpha }가 주어졌다면, {\displaystyle \alpha }의 적분
{\displaystyle \int _{M}\alpha \in \mathbb {R} \cup \{-\infty ,\infty \}}
을 정의할 수 있다. 구체적으로, {\displaystyle M}의 좌표근방계 {\displaystyle \{(U_{i},\phi _{i})\}_{i\in I}} 및 이에 종속되는 단위 분할 {\displaystyle \{f_{i}\}_{i\in I}}가 주어졌다고 하자. 그렇다면, 당김 {\displaystyle (\phi _{i}^{-1})^{*}}으로서 각 {\displaystyle \phi _{i}(U_{i})\subset \mathbb {R} ^{n}}에 방향을 줄 수 있으며, 이 방향을 통해 유클리드 공간 위의 {\displaystyle n}차 미분 형식의 공간과 매끄러운 함수 공간 사이의 동형
{\displaystyle \Omega ^{n}(\phi _{i}(U_{i})){\xrightarrow {\iota }}\Omega ^{0}(\phi _{i}(U_{i}))={\mathcal {C}}^{\infty }(\phi _{i}(U_{i}),\mathbb {R} )}
을 정의할 수 있다. 그렇다면
{\displaystyle \int _{M}=\sum _{i\in I}\int _{\phi _{i}(U_{i})}\iota \left((\phi _{i}^{-1})^{*}\alpha \right)\,d^{n}\lambda }
이다. 여기서 {\displaystyle \int d^{n}\lambda }는 {\displaystyle n}차원 유클리드 공간 위의 르베그 측도에 대한 적분이다. 이 연산은 좌표근방계 및 단위 분할의 선택에 의존하지 않음을 보일 수 있다. 그러나 다양체에 주어진 방향이 반대가 되면, 미분 형식의 적분은 {\displaystyle -1}배가 된다. 즉, 연결 다양체 위의 미분 형식의 적분의 절댓값은 방향에 의존하지 않는다.

### 내적
만약 {\displaystyle n}차원 매끄러운 다양체 {\displaystyle M} 위에 (유사) 리만 계량 {\displaystyle g}가 주어졌다면, 이를 사용하여 두 미분 형식의 내적 {\displaystyle \langle \cdot ,\cdot \rangle \colon \Omega ^{\bullet }(M)\times \Omega ^{\bullet }(M)\to \Omega ^{0}(M)}을 정의할 수 있다. 이는 다음 성질들을 만족시킨다.
- 서로 차수가 다른 두 미분 형식의 내적은 항상 0이다.
- 내적은 쌍선형이다.
- 임의의 {\displaystyle k}개의 1차 형식 {\displaystyle \eta _{i}}, {\displaystyle \eta '_{j}}에 대하여,{\displaystyle \langle \eta _{1}\wedge \dots \wedge \eta _{k},\eta '_{1}\wedge \dots \wedge \eta '_{k}\rangle =\det(g(\eta _{i},\eta _{j}))_{ij}}이다.

즉, 성분으로 쓰면 (아인슈타인 표기법을 가정하자)
{\displaystyle \left\langle {\frac {1}{k!}}A_{i_{1}\dots i_{k}}dx^{i_{1}}\wedge \cdots \wedge dx^{i_{n}},{\frac {1}{k!}}B_{j_{1}\dots j_{k}}dx^{j_{1}}\wedge \cdots \wedge dx^{j_{k}}\right\rangle ={\frac {1}{k!}}A_{i_{1}\dots i_{k}}B_{j_{1}\dots j_{k}}g^{i_{1}j_{1}}\dots g^{i_{k}j_{k}}}
이다. 이에 따라 부피 형식의 노름은 1이다.
{\displaystyle \langle \omega ,\omega \rangle ={\frac {1}{n!}}(\det g)\epsilon _{i_{1}\dots i_{n}}\epsilon _{j_{1}\dots j_{n}}g^{i_{1}j_{1}}\dots g^{i_{n}j_{n}}=1}.

### 호지 쌍대
{\displaystyle n}차원 유향 (유사) 리만 다양체 {\displaystyle (M,g,\omega )}가 주어졌다고 하자. 그렇다면 다음과 같은 호지 쌍대 연산자를 정의할 수 있다.
{\displaystyle *\colon \Omega ^{\bullet }(M)\to \Omega ^{n-\bullet }(M)}
이는 다음 항등식으로 정의할 수 있다.
{\displaystyle \alpha \wedge *\beta =\langle \alpha ,\beta \rangle \omega }
성분으로 쓰면 다음과 같다.
{\displaystyle (*A)_{j_{k+1}\dots j_{n}}={\frac {1}{k!}}{\sqrt {|\det g|}}\alpha _{i_{1}\dots i_{k}}\epsilon _{j_{1}\dots j_{n}}g^{i_{1}j_{1}}\cdots g^{i_{k}j_{k}}}
예를 들어, 4차원 공간에서 2차 미분 형식의 호지 쌍대는
{\displaystyle (*A)_{kl}={\frac {1}{2}}{\sqrt {|\det g|}}\epsilon _{ijkl}A_{i'j'}g^{ii'}g^{jj'}}
이다.

## 역사
미분 형식의 기호 및 외미분, 쐐기곱 등은 엘리 카르탕이 도입하였다.

## 응용
다변수 미적분학 및 미분위상수학 등에서 다루고, 물리학에서도 전기장과 자기장 등의 여러 물리량을 다루기 위하여 쓴다.

## 같이 보기
- 켈러 미분
- 드람 코호몰로지
- 복소 미분 형식